# 曾資程
曾資程（1966年12月31日—），台灣政治人物，現任新竹市議員，曾任民進黨新竹市黨部主委、水源里里長、統一證券襄理。2022年11月26日，在新竹市第一選區以5,374票連任新竹市議員。其兄曾資強連任多屆千甲里里長。其子曾翰揚於2021年起任水源里里長。 台大國發所指導教授為陳明通教授。

## 外部連結
- 曾資程的Facebook專頁